# Anastacio Martínez
Anastacio Euclides Martínez (nacido el 3 de noviembre de 1978 en Villa Mella) es un ex lanzador dominicano. Jugó parte de la temporada 2004 en las Grandes Ligas para los Medias Rojas de Boston, y más recientemente jugó para los Calgary Vipers. Tiene una altura de 6'2" y un peso de 180 lbs.. Se graduó del Liceo Santa Cruz en la República Dominicana.

## Carrera

### Boston Red Sox
Martínez fue adquirido por los Medias Rojas de Boston como amateur en 1997. Los Medias Rojas asignaron a Martínez a los Gulf Coast Red Sox, su filial de ligas menores, donde en 1998 hizo diez aperturas, registrando un récord de 2-3 con una efectividad de 3.18. El club lo promovió al equipo Single-A Lowell Spinners para la temporada 1999, donde terminó con récord de 0-3 con una efectividad de 3.68 antes de ser promovido al equipo Single-A Augusta GreenJackets. Mientras Martínez se esforzaba en Augusta GreenJackets, en las próximas dos temporadas (1999-2000) terminó con récord de 11-10 con una efectividad de 5.96. Sin embargo, Martínez mejoró, y al final de la temporada 2000 estuvo a punto de lanzar un juego sin hits, permitiendo un sencillo con un out en el noveno inning contra los Asheville Tourists.
En 2001 los Medias Rojas promovieron a Martínez al equipo High-A, Sarasota Red Sox, donde terminó récord de 9-12 y una efectividad de 3.35. Después de la temporada 2001, los Medias Rojas colocaron a Martínez en su roster de 40 jugadores y lo ascendieron al equipo Doble-A Trenton Thunder. Después de los entrenamientos de primavera, Martínez pasó la totalidad de la temporada 2002 con Trenton, terminando con 5-12 y una efectividad de 5.31. Un periodista deportivo, que consideró a Martínez un prospecto superior, dijo que Martínez mostró "destellos de brillantez, pero también incosistencia considerable en Trenton".
Martínez comenzó lo que sería una inusual temporada de 2003 con el equipo Triple-A Pawtucket Red Sox, pero los Medias Rojas pronto lo trasladaron al equipo Doble-A, Portland Sea Dogs, con la intención de convertirlo en cerrador. En 34 apariciones como relevista con Portland, Martínez registró un récord de 3-1 con 14 salvamentos y una efectividad de 2.25. El 22 de julio de 2003, los Medias Rojas canjearon a Martínez y a Brandon Lyon a los Piratas de Pittsburgh por Scott Sauerbeck y Mike Gonzalez. Los Piratas asignaron a Martínez al equipo Doble-A, Altoona Curve, donde hizo tres apariciones como relevista, en un extraño giro, los Piratas lo enviaron a él y a Brandon Lyon de regreso a Boston el 1 de agosto, junto con Jeff Suppan, mientras que Boston regresó a Mike Gonzalez al tiempo que añadieron a Freddy Sánchez. Los Piratas habían expresado su preocupación por el estado del codo de Lyon (Lyon se perdería toda la temporada 2004);. El nuevo canje efectivamente canceló el anterior. Martínez terminó la temporada en Pawtucket.
Martínez fue un fuerte candidato para formar parte del equipo de Grandes Ligas en 2004, pero fue enviado a Pawtucket a finales de marzo. Los Medias Rojas lo llamaron el 22 de mayo para reemplazar al lesionado Scott Williamson, y Martínez hizo su debut en las Grandes Ligas con Boston el 22 de mayo de 2004, en relevo de Pedro Martínez. Después de un gran comienzo, terminando con récord de 2-0 con una 1.12 apariciones, Martínez se encendió en los juegos interligas y los Medias Rojas lo asignaron de nuevo a Pawtucket en junio, cuando el jardinero Trot Nixon salió de la lista de lesionados. El mánager de Boston Terry Francona se mostró optimista sobre el futuro de Martínez: "..Creo que va a volver a Triple-A y ser un mejor lanzador. Estará de vuelta aquí". De hecho, los Medias Rojas volvieron a llamar a Martínez el 2 de julio mientras Williamson regresaba a la lista de lesionados. Su regreso fue, sin embargo, de corta duración: entrando en el inning 12 en un empate de 3-3 con los Bravos de Atlanta, Martínez entregó un jonrón ganador de tres carreras al infielder Nick Green y al día siguiente los Medias Rojas lo enviaron de vuelta a Pawtucket y llamaron a Jimmy Anderson. Durante sus dos temporadas con Boston, hizo 11 apariciones como relevista,terminando con récord de 2-1 con una efectividad de 8.44 y un salvamento. En Pawtucket, en 38 partidos, tuvo una efectividad de 3.74.
Martínez pasó toda la temporada 2005 en Pawtucket, trabajando tanto como abridor y relevista. Registró un récord de 3-4 con una efectividad de 5.98 y un salvamento. Al final del año, los Medias Rojas le concedieron la agencia libre.

### Washington Nationals
El 6 de febrero de 2006, los Nacionales de Washington firmaron a Martínez con un contrato de ligas menores. Después de los entrenamientos de primavera de las ligas menores, los Nacionales  asignaron a Martínez al equipo Doble-A, Harrisburg Senators, pero hizo sólo dos apariciones antes de ser promovido al equipo Triple-A, New Orleans Zephyrs, donde terminó con récord de 5-11 con una efectividad de 4.48 como abridor. Los Nacionales firmaron a Martínez con un nuevo contrato para 2007, pero lo enviaron inicialmente a Harrisburg. Después de seis apariciones los Nacionales trasladaron a Martínez al equipo Triple-A, Columbus Clippers, donde hizo nueve apariciones, la mitad de ellas de abridor, antes de ser traspasado a la organización de los Tigres de Detroit por un jugador a ser nombrado más tarde. Los Tigres asignaron a Martínez al equipo Triple-A, Toledo Mud Hens.

### Detroit Tigers
Martínez hizo seis aperturas, pero también trabajó desde el bullpen en Toledo Mud Hens durante la temporada de 2007, terminando con récord de 4-4 y una efectividad de 4.24. Los Tigres firmaron a  Martínez con un nuevo contrato en 2008 y regresó a Toledo. Los Tigres movieron a Martínez al equipo Doble-A, Erie SeaWolves en junio para dar cabida a Aquilino López, pero volvieron a llamar a Martínez desde Toledo en julio para reemplazar a Preston Larrison . Fue liberado por los Tigres el 30 de agosto de 2008.
Después de pasar 2009 fuera del béisbol, Martínez jugó para los Calgary Vipers de la independiente Golden Baseball League en 2010.